# Museum EICAS
Museum EICAS (European Institute for Contemporary Art and Science) is een Nederlands museum voor hedendaagse kunst in Deventer. Museum EICAS richt zich op een breed publiek en neemt de kunst van de Zero- en Nul-beweging als beginpunt. Van daaruit wordt de verbinding gemaakt met hedendaagse non-figuratieve, onderzoekende en vernieuwende kunstenaars voor tentoonstellingen en activiteiten zoals concerten en lezingen.

## Het museumgebouw
Vanaf 1 augustus 2020 exposeerde Museum EICAS als voorbode van het definitieve museum aan de Polstraat 6a te Deventer.
Vanaf eind 2022 is EICAS gevestigd aan de Nieuwe Markt, in het voormalig Alexander Hegius-Gymnasium van architect Wim Knuttel. De begane grond en het souterrain zijn door architect Hans van Heeswijk, ook verantwoordelijk voor Museum MORE en de entree van het Van Gogh Museum, getransformeerd tot museum. De kap bestaat uit geëmailleerde glaspanelen van de Chinese kunstenaar Lu Xinjian getiteld "DNA van Deventer".

## De collectie
De collectie is opgebouwd via bruikleen, schenking en aankoop. De vaste collectie bestaat uit werk van Henk Peeters, Jan Henderikse, Armando, Jan Schoonhoven en Herman de Vries, allen onderdeel van de Nederlandse Nul-beweging, en wordt uitgebreid met werk van hedendaagse kunstenaars die hiermee in verband staan.
De Nederlandse Nul-beweging (1960-1965) maakte bij uitstek 'anti-schilderkunstig' werk en maakte gebruik van industriële materialen. 
Museum EICAS heeft werken van onder andere:
- Herman de Vries
- Henk Peeters
- Armando
- Lu Xinjian
- Jan Henderikse
- Corrie de Boer
- Ellen Korth
- Theo Beerendonk
- Sied Zuyderland
- Clifton Mahangoe
- Kees Buurman
- Willem Hussem
- Bill Beckley
- Michiel Schierbeek
- Jan Sierhuis
- Hans Heyman
- Henri de Wolf